# Megalorhipida pseudodefectalis
Megalorhipida pseudodefectalis is een vlinder uit de familie van de vedermotten (Pterophoridae). De wetenschappelijke naam van de soort is voor het eerst geldig gepubliceerd in 1989 door Gielis.